# Ostrów (gmina w guberni lubelskiej)
Ostrów (od 1870 Urzędów) – dawna gmina wiejska istniejąca do 1870 roku w guberni lubelskiej. Siedzibą władz gminy był Ostrów.
Za Królestwa Polskiego gmina Ostrów należała do powiatu janowskiego w guberni lubelskiej. 1 stycznia?/13 stycznia 1870 do gminy przyłączono pozbawiony praw miejskich Urzędów, po czym gminę przemianowano na Urzędów.